# Roberto Accornero
Roberto Accornero (9 de março de 1957), é um ator e dublador italiano. Entre outros, atuou nos papeis Le due vite di Mattia Pascal, 1985;  Il maresciallo Rocca, 1996-2005; Non ho sonno, 2001; padre Angelo Dell'Acqua na minisérie Papa Giovanni - Ioannes XXIII, 2002. ; 

## Teatro
- A Gaivota d'Anton Tchekhov, dir. de Mario Maranzana (1985)
- Le misanthrope de Molière, dir. de Carlo Cecchi (1986)
- La cenere di Vienna, de Jean-Paul Sartre, dir. de Paola D'Ambrosio (1987)
- L'uomo, la bestia e la virtù, de Luigi Pirandello, dir. de Carlo Cecchi (1988)
- Gli ultimi giorni dell'umanità, de Karl Kraus, dir. de Luca Ronconi (1991)
- A Dama do Mar de Henrik Ibsen, dir. de Beppe Navello (1995)
- Occupandosi di Tom, de Lucy Gannon]], dir. de Massimiliano Troiani (1995)
- A República de Platão, dir. de Italo Spinelli (2004)

## Radio
- Sam Torpedo (2001) - drama radiofônico - Rai Radio 3
- La fabbrica di polli (2008) - drama radiofônico - Rai Radio 3